# Bay Point
Bay Point és una concentració de població designada pel cens dels Estats Units a l'estat de Califòrnia. Segons el cens del 2000 tenia 21.534 habitants.

## Demografia
Segons el cens del 2000, Bay Point tenia 21.534 habitants, 6.525 habitatges, i 4.919 famílies. La densitat de població era de 895 habitants per km².
Dels 6.525 habitatges en un 45,7% hi vivien nens de menys de 18 anys, en un 50,2% hi vivien parelles casades, en un 17,9% dones solteres, i en un 24,6% no eren unitats familiars. En el 18,1% dels habitatges hi vivien persones soles el 5,1% de les quals corresponia a persones de 65 anys o més que vivien soles. El nombre mitjà de persones vivint en cada habitatge era de 3,27 i el nombre mitjà de persones que vivien en cada família era de 3,7.
Per edats la població es repartia de la següent manera: un 33,2% tenia menys de 18 anys, un 10,5% entre 18 i 24, un 33% entre 25 i 44, un 17,2% de 45 a 60 i un 6,1% 65 anys o més.
L'edat mediana era de 29 anys. Per cada 100 dones de 18 o més anys hi havia 97,6 homes.
La renda mediana per habitatge era de 44.951 $ i la renda mediana per família de 47.844 $. Els homes tenien una renda mediana de 39.112 $ mentre que les dones 30.617 $. La renda per capita de la població era de 16.743 $. Entorn del 14,9% de les famílies i el 17,2% de la població estaven per davall del llindar de pobresa.

## Poblacions properes
El següent diagrama mostra les poblacions més properes.